# Liste der Kreisstraßen im Landkreis Helmstedt

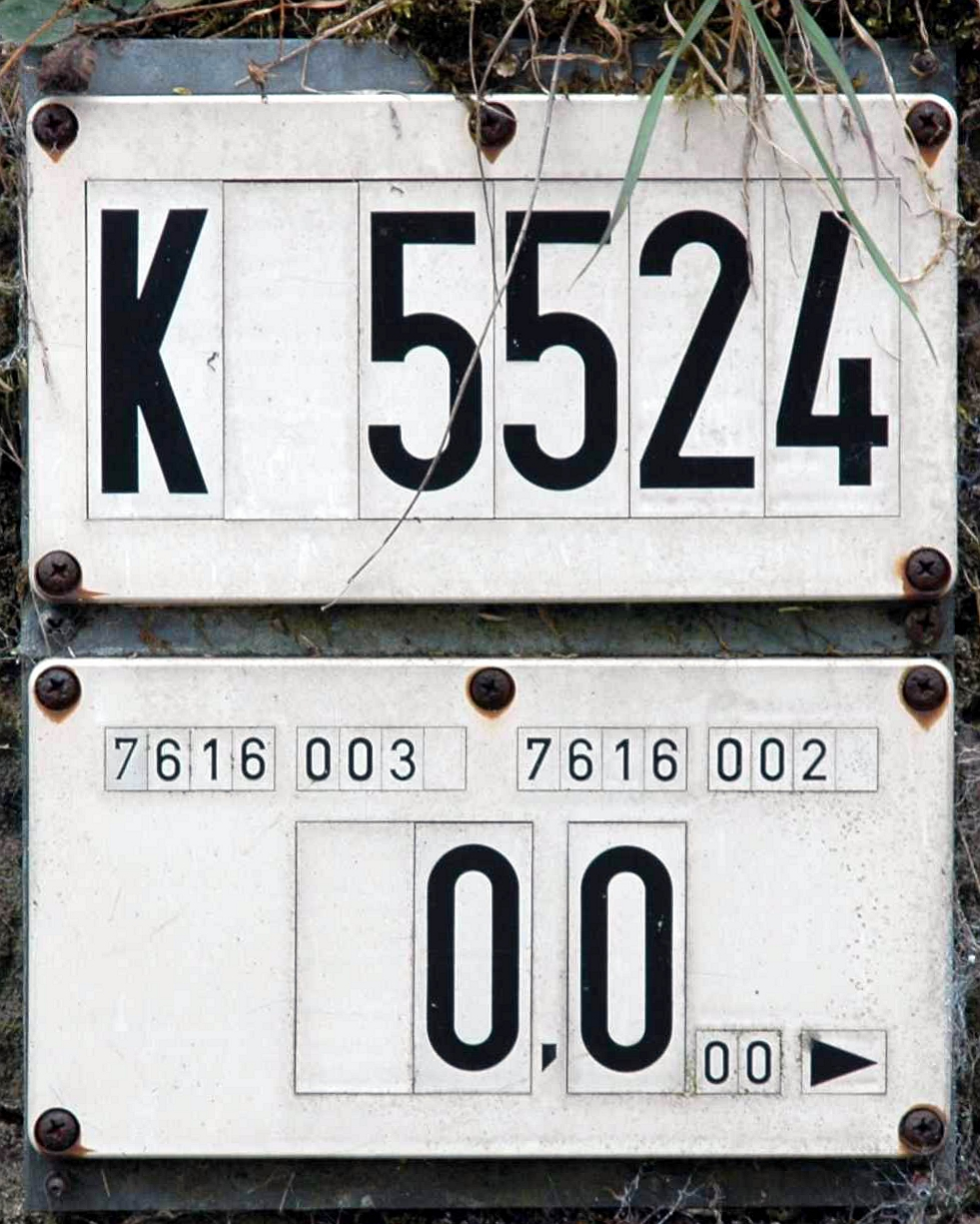
Stationszeichen

Die Liste der Kreisstraßen im Landkreis Helmstedt führt alle Kreisstraßen im niedersächsischen Landkreis Helmstedt auf.

## Abkürzungen
- K: Kreisstraße
- L: Landesstraße

## Liste
Nicht vorhandene bzw. nicht nachgewiesene Kreisstraßen werden in Kursivdruck gekennzeichnet, ebenso Straßen und Straßenabschnitte, die unabhängig vom Grund (Herabstufung zu einer Gemeindestraße oder Höherstufung) keine Kreisstraßen mehr sind. 
Der Straßenverlauf wird in der Regel von Nord nach Süd und von West nach Ost angegeben.
| Nr.  | Verlauf |
| ---- | --- |
| K 1  | K 38 in Beienrode bei Lehre – K 2 – K 6 in Glentorf |
| K 2  | K 1 – K 58 |
| K 3  | L 633 in Scheppau – in Bornum am Elm |
| K 4  | L 633 in Rieseberg – K 5 – Lauingen – |
| K 5  | L 633 in Scheppau – K 4 |
| K 6  | L 294 – Glentorf – K 1 – K 58 – Boimstorf – Rotenkamp – K 7 – L 633 |
| K 7  | K 6 – L 633 |
| K 8  | L 294 – Rhode – K 41 – L 294 – Uhry – Beienrode bei Königslutter – K 12 – K 9 – L 290 |
| K 9  | K 8 – Schoderstedt – Rottorf bei Königslutter am Elm – L 644 – in Sunstedt |
| K 10 | L 652 in Langeleben – L 641 in Lelm |
| K 11 | K 12 in Groß Steinum – L 644 in Schickelsheim |
| K 12 | K 8 in Beienrode bei Königslutter – Groß Steinum – K 11 – Süpplingenburg – L 644 – in Süpplingen                                                                                           |
| K 13 | L 644 – Süpplingen – Frellstedt – L 626 – K 18 – L 641 in Warberg |
| K 14 | /L 297 – K 55 |
| K 15 | L 644 in Emmerstedt – |
| K 16 | L 626 – K 20 – Tekenberg – K 17 – |
| K 17 | L 641 – Wolsdorf – K 18 – K 20 – K 16 |
| K 18 | K 13 in Frellstedt – K 17 in Wolsdorf |
| K 19 | L 641 – am Kraftwerk Buschhaus |
| K 20 | K 16 in Tekenberg – K 17 in Wolsdorf |
| K 21 | in Hohnsleben – Reinsdorf – K 22 – K 22 in Offleben |
| K 22 | K 21 in Reinsdorf – K 63 – Offleben – K 22 – Landesgrenze – (K 1370 im Landkreis Börde, Sachsen-Anhalt)                                                                                    |
| K 23 | in Esbeck – K 63 – L 652 in Schöningen |
| K 24 | – Twieflingen – K 26 – |
| K 25 | – K 26 – … – K 54 – in Jerxheim |
| K 26 | in Hoiersdorf – Twieflingen – K 24 – K 25 – K 54 in Dobbeln |
| K 27 | in Wobeck – Ingeleben – K 54 – K 31 |
| K 28 | L 623 in Beierstedt – in Jerxheim |
| K 29 | K 16 im Landkreis Wolfenbüttel an der Kreisgrenze – L 622 in Gevensleben |
| K 31 | L 623 in Watenstedt – K 27 – Siedlung am Heeseberg – in Jerxheim |
| K 33 | L 295 – Flechtorf – K 37 – K 38 |
| K 34 | L 293 – Kreisgrenze – (K 95 im Landkreis Gifhorn) – Kreisgrenze – K 35 in Klein Brunsrode                                                                                                  |
| K 35 | (K 70 in Wolfsburg) – Kreisgrenze – Klein Brunsrode – K 34 – K 37 – Groß Brunsrode – K 36 – L 295                                                                                          |
| K 36 | K 35 in Groß Brunsrode – L 295 |
| K 37 | L 293 in Essenrode – K 35 – nicht befahrbar – L 295 – Flechtorf – K 38 – K 33 – Kreisgrenze – (K 74 in Wolfsburg)                                                                          |
| K 38 | K 37 in Flechtorf – K 33 (– Abzweig zur L 295 in Lehre) – Beienrode bei Lehre – K 1 – Kreisgrenze – (K 83 in Wolfsburg)                                                                    |
| K 39 | in Grafhorst – K 61 – Wahrstedt – Meinkot – L 647 – K 42 – in Klein Twülpstedt |
| K 40 | in Klein Twülpstedt – L 322 – Rümmer – Volkmarsdorf – K 57 – K 41 in Klein Sisbeck |
| K 41 | (K 1130 im Landkreis Börde, Sachsen-Anhalt) – Landesgrenze – Bahrdorf – K 62 – K 45 – L 647 – Papenrode – K 42 – K 43 – Groß Sisbeck – Klein Sisbeck – K 40 – Bisdorf – Rhode – K 48 – K 8 |
| K 42 | K 39 – Papenrode – K 41 – K 43 – |
| K 43 | K 42 in Papenrode – Rickensdorf – K 62 – K 44 |
| K 44 | K 62 – K 43 – Waldmühle – Mackendorf – L 647 – Saalsdorf – K 45 – Landesgrenze – (K 1134 im Landkreis Börde, Sachsen-Anhalt)                                                               |
| K 45 | L 641 – Bahrdorf – K 41 – K 62 – Altena – Saalsdorf – K 44 – Landesgrenze – (Sachsen-Anhalt)                                                                                               |
| K 46 | K 62 – Landesgrenze – (Sachsen-Anhalt) |
| K 47 | (Sachsen-Anhalt) – Landesgrenze – K 56 |
| K 48 | K 41 in Rhode – Ahmstorf – L 257 in Rennau |
| K 49 | Helmstedt – L 644 |
| K 50 | L 294 – L 651 in Grasleben |
| K 51 | in Querenhorst – L 294 in Rottorf am Klei |
| K 52 | Trendel – L 297 |
| K 53 | Helmstedt – L 644 in Bad Helmstedt |
| K 54 | (K 624 im Landkreis Wolfenbüttel) – Kreisgrenze – Ingeleben – K 27 – K 25 – Dobbeln – K 26 –                                                                                               |
| K 55 | L 644 in Süpplingenburg – K 14 – Barmke – L 297 – L 294 |
| K 56 | – Heidwinkel – K 47 – L 651 in Grasleben |
| K 57 | (K 1 in Wolfsburg) – Kreisgrenze – Volkmarsdorf – K 40 – in Groß Sisbeck |
| K 58 | L 295 in Lehre – Kampstüh – K 2 – K 6 – Boimstorf – L 633 |
| K 59 | L 295 in Lehre – L 635 |
| K 60 | (K 2 in Wolfsburg) – Kreisgrenze – Danndorf – L 647 – in Grafhorst |
| K 61 | L 647 in Velpke – K 39 – Wahrstedt – K 62 – Büstedt – Landesgrenze – (L 11 in Sachsen-Anhalt)                                                                                              |
| K 62 | K 61 – Bahrdorf – K 41 – K 45 – L 647 – Rickensdorf – K 43 – K 44 – K 46 – in Querenhorst                                                                                                  |
| K 63 | – Büddenstedt – K 22 – K 23 – in Schöningen |